# Alfredo Baccarini
Alfredo Baccarini (Russi, 6 d'agost de 1826 – 3 d'octubre de 1890) va ser un enginyer i polític liberal italià. D'ençà el 1876 va ser diputat abans de ser ministre d'Obres Públiques en diversos governs entre 1878 i 1883.

Appunti di statistica idrografica italiana, 1877